# خط تراز

در پائین شکل تعدادی خط کانتور نمایش داده شده است که با خطوط مستقیم به حداکثر ارتفاع‌ها متصل شده است. منجتی بالا نمایش دهندهٔ مقدار خط مستقیم است.

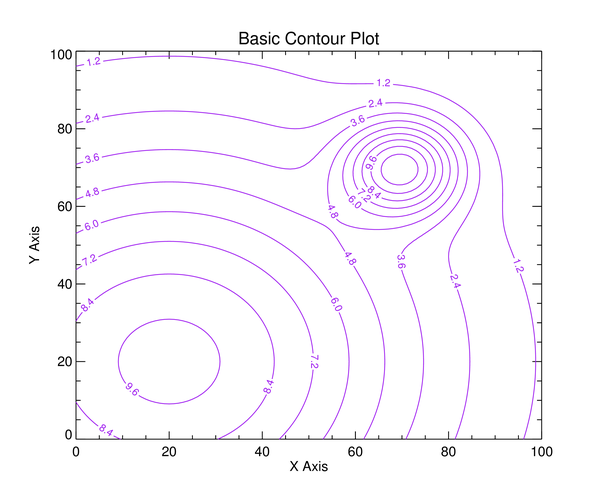
نمودار دوبعدی کانتوری

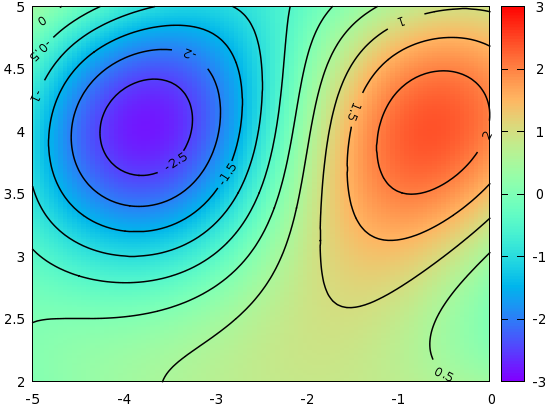
نمودار کانتوری دوبعدی رنگی

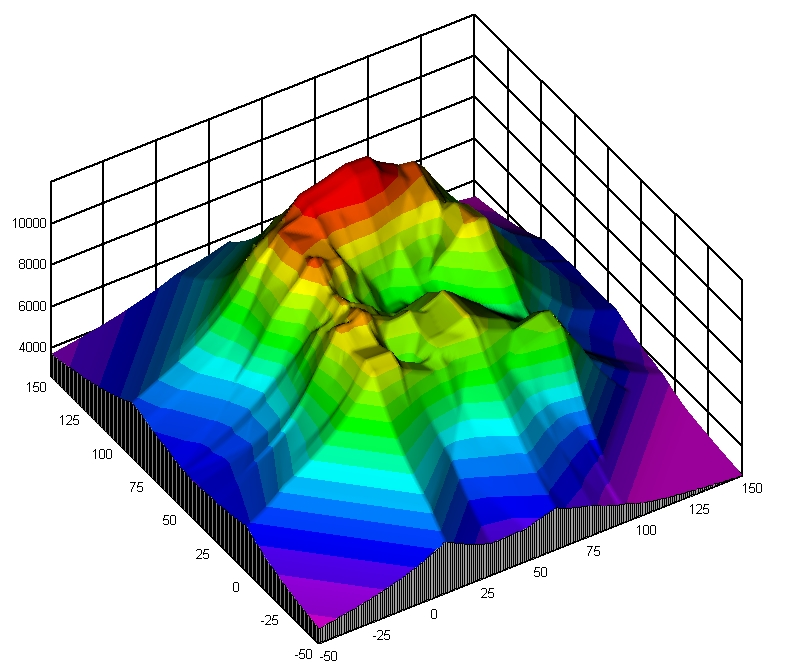
نمایش سه‌بعدی کانتور

خط تراز، خط پَربند یا خط کانتوری (به انگلیسی: contour line) تابعی دو متغیرهٔ منحنی شکل است که نتیجهٔ تابع مقداری ثابت‌است.
در نقشه‌نگاری معمولاً خط تراز را برای نقاطی که دارای ارتفاع مساوی از سطح پیش‌فرض که معمولاً سطح آب‌های آزاد است، در نظر می‌گیرند و به اختصار به آن کانتور یا خطوط هم‌ترازمی‌گویند.

## نمودار کانتوری
نمودار کانتوری (به انگلیسی: Contour plot) به عنوان یک نمایش گرافیکی از روابط بین سه متغیر عددی در دو بعد استفاده می‌شود. دو متغیر برای محور X و Y و متغیر سوم Z، برای سطوح کانتور می‌باشد.
سطوح کانتور به صورت منحنی رسم می‌شود و نواحی بین منحنی‌ها که مقادیر درون‌یابی هستند را می‌توان به صورت غیر رنگی یا رنگ‌بندی‌های مشخص نمایش داد.

## نقشه کانتوری
یک نقشه کانتور (به انگلیسی: contour map)، نقشه‌ای است که توسط خطوط کانتور ترسیم می‌گردد.

## انواع
اغلب اوقات خطوط کانتوری دارای نام مشخصی هستند که با واژهٔ "هم" (برابر واژهٔ "iso-" به معنای "برابر" یا "همسان") آغاز می‌شود، مانند خط هم‌باران، هم‌فشار، هم‌فشار و…. این نام‌ها بیشتر در هواشناسی رایج است که ممکن‌است چندین نقشه با متغیرهای گوناگون با هم دیده شوند.
خط هم‌انحراف (isogon) یک خط کانتوری برای متغیری است که جهت را اندازه‌گیری می‌کند. به‌طور معمول خط هم‌انحراف نقاط با انحراف مغناطیسی یکسان را به هم وصل می‌کند. در هواشناسی و زمین‌مغناطیس، اصطلاح هم‌انحراف معانی خاصی دارد که در ادامه توضیح داده شده است. خط هم‌شیب یا هم‌میل (isocline) خطی است که نقاط را با شیب مساوی به هم متصل می‌کند. در زمینه‌هایی مانند پویایی‌شناسی جمعیت و در زمین‌مغناطیس، اصطلاحات هم‌میل، هم‌شیب و خط هم‌شیب معانی خاصی دارند که در زیر توضیح داده شده است.

### نقاط هم‌فاصله
خط هم‌فاصله (equidistant) یا هم‌مسافت، یک منحنی از نقاط مساوی مجموعه ای از نقاط است که همگی در یک فاصله از یک نقطه، خط یا چندضلعی مشخص معین قرار دارند. در این حالت، تابعی که مقدار آن در امتداد یک خط کانتور ثابت می‌ماند، تابع فاصله است.

### هم‌مقدار
خط هم‌مقدار (Isopleth) هر خطی بر روی نقشه است که نقاطی با کمیت یکسان را به هم متصل می‌کند. به نقشه‌ای که خطوط هم‌مقدار بر روی آن ترسیم شده و نقاط هم‌کمیت به هم وصل شده‌اند، نقشهٔ هم‌مقدار گفته می‌شود.
در جغرافیا به‌جای اصطلاح هم‌مقدار از واژهٔ هم‌نگاشت نیز استفاده می‌شود. در این صورت واژهٔ هم‌نگاشت برای خطوط کانتوری به‌کار می‌رود که نمی‌توان متغیرهای آن را به‌صورت نقطه‌ای نشان داد و این متغیرها را باید از یک منطقه جمع‌آوری نمود (مانند تراکم جمعیت).
در هواشناسی واژهٔ هم‌نگاشت برای هر نوع خط کانتوری به‌کار می‌رود.

### هواشناسی
خطوط کانتوری در هواشناسی بر اساس داده‌های نقطه‌ای است که از ایستگاه‌های هواشناسی دریافت شده است. نقشه هواشناسی داده‌های جمع‌آوری‌شده مانند فشار واقعی هوا در یک زمان مشخص یا میانگین فشار در یک دوره زمانی را نمایش می‌دهد.

#### فشار جوّ
خط هم‌فشار (isobar) خطی‌است که نقاط دارای فشار اتمسفری یکسان را بر روی یک نقشه به‌هم متصل می‌کند. در هواشناسی فشار جو نسبت به سطح آب‌های آزاد نمایش داده می‌شود.
خط هم‌دِگرفشار (isallobar) خطی که تغییر فشار جوّ در نقاط واقع بر روی آن، در بازهٔ زمانی معین، ثابت و یکسان است. به بیان دیگر، خطوط هم‌دِگرفشار خطوطی هستند که نقاطی با تغییر فشار مساوی در طول یک بازه زمانی خاص را به هم متصل می‌کنند. خطوط هم‌دِگرفشار به دو دسته فرادِگرفشار (anallobar) و فرودِگرفشار (katallobar) تقسیم می‌شوند. خط فرادِگرفشار خطی است که نقاطِ با افزایش یکسان فشار جوّ در یک دورهٔ زمانی معین را به هم وصل می‌کند، به بیان دیگر خط‌های فرادِگرفشار خطوطی هستند که نقاطی با فشار مساوی را به هم متصل می‌کنند که این فشار در یک بازه زمانی مشخص افزایش می‌یابند. خط فرودِگرفشار خطی است که نقاطِ با کاهش فشار یکسان جوّ در یک دورهٔ زمانی معین را به هم وصل می‌کند، یعنی نقاطی با فشار مساوی را به هم متصل می‌کند که این فشار در یک بازه زمانی مشخص کاهش می‌یابد. به‌طور کلی، سامانه‌های وضع هوا در امتداد یک محور حرکت می‌کنند که به مراکز هم‌دِگرفشار بالا و پایین می‌پیوندد. گرادیان‌های هم‌دِگرفشار مؤلفه‌های مهم باد هستند زیرا باد زمین‌گَرد را افزایش یا کاهش می‌دهند.
خط هم‌چگالی (isopycnal) طی با چگالی ثابت یا یکسان است. خط هم‌بلندا (isoheight) یا هم‌فرازا (isohypse) خطی است که نشان‌دهنده مقادیر ثابت ارتفاع زمین‌پتانسیل بر روی نمودار سطح فشار ثابت است. خطوط هم‌بلندا و هم‌فرازا به سادگی به عنوان خطوط نشان‌دهنده فشار مساوی روی نقشه شناخته می‌شوند.

#### دما و موضوعات مرتبط
خط هم‌دما (isotherm) خطی است که نقاط دارای دمای یکسان را بر روی یک نقشه به‌هم متصل می‌کند.
ایزوشیم (isocheim) خطی است با میانگین دمای مساوی در زمستان و ایزودر (isothere) خطی با میانگین دمای مساوی در تابستان است.
خط هم‌خور (isohel) خطی است که نشان‌دهنده تابش خورشیدی برابر یا ثابت است.
خط زمین‌هم‌دما (isogeotherm) خطی با دمای مساوی در زیر سطح زمین است. به بیان دیگر زمین‌هم‌دما خط یا سطحی در زمین است که نشان‌دهنده مکان هندسی نقاط هم‌دماست.

#### بارش و رطوبت هوا
خط هم‌بارش (isohyet) خطی است که نقاط دارای میزان بارندگی یکسان را بر روی یک نقشه به‌هم متصل می‌کند. نقشه‌ای که خطوط هم‌بارش را نشان می‌دهد، نقشه هم‌بارش نامیده می‌شود.
خط هم‌رطوبت (isohume) خطیاست که نقاط دارای رطوبت نسبی یکسان را به‌هم متصل می‌کند. خط هم‌دمای شبنم (isodrosotherm) خطی است که نشان‌دهنده مقادیر برابر یا ثابت نقطه شبنم است.
خط هم‌اَبرناکی (isoneph) خطی است که نشان دهنده پوشش ابر برابر است. در نقشه‌های همدیدی، خط هم‌اَبرناکی از نقاط دارای اَبرناکی یکسان می‌گذرد.
خط هم‌تندر (isobront) خطی است که از میان نقاطی جغرافیایی کشیده شده که در آن یک فاز معین از فعالیت توفان تندری به‌صورت همزمان رخ داده است.
پوشش برف اغلب به صورت یک نقشه خطوط کانتوری نمایش داده می‌شود.

#### باد
خط هم‌تُندی یا هم‌سرعت باد (isotach) خطی بر روی یک سطح معین است که نقاط دارای سرعت باد یکسان را بر روی یک نقشه به‌هم متصل می‌کند. در هواشناسی، اصطلاح هم‌انحراف (isogon) به خطی با جهت ثابت باد اشاره دارد.

#### یخبندان و آب‌شوند
خط هم‌وَرد (isopectic) خطی است که نشان‌دهنده تاریخ‌های یکسان تشکیل یخ در هر زمستان است و خط هم‌سو (isotac) تاریخ‌های یکسان آب‌شوند برف را نشان می‌دهد.

### جغرافیای طبیعی و اقیانوس‌نگاری

#### فرازا و ژرفا

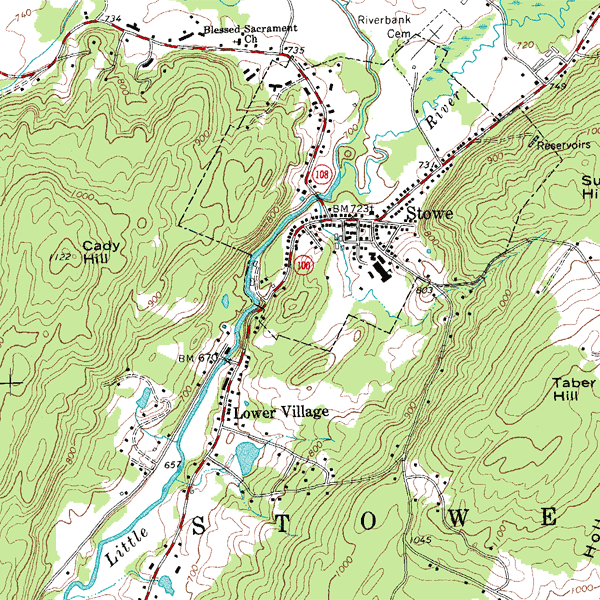
نقشه توپوگرافی ورمانت در ایالات متحده. خط‌های تراز قهوه‌ای نشان‌دهنده ارتفاع از سطح دریا است. فاصله منحنی‌های میزان ۲۰ پا است.

منحنی میزان یا منحنی تراز، در یک نقشهٔ توپوگرافی منحنی است که همهٔ نقاط هم‌ارتفاع زمین را به هم وصل می‌کند. منحنی‌های میزان همدیگر را قطع نمی‌کند و کوچک‌ترین محیط بسته در این نقشه‌ها، بلندترین نقطه یا پایین‌ترین نقطه می‌باشد.
خط‌های کانتوری هم‌ارتفاع یکی از راه‌های نمایش ارتفاع از سطح دریا یا ارتفاع (فرازا) و ژرفا بر روی نقشه هستند. با استفاده از این خطوط ناهمواری‌ها قابل تشخیص هستند. نقشه توپوگرافی جزو این مجموعهٔ نقشه‌ها است که نمایش‌دهندهٔ دره‌ها و کوه‌ها و شیب زمین‌است و درجهٔ شیب زمین در نقاط مختلف را مشخص می‌نماید.
فاصلهٔ خطوط کانتور در نقاط متوالی ممکن‌است متفاوت باشد و به کمک همین فاصلهٔ کانتورها می‌توان مکان‌هایی را که شیب بیشتر یا کمتر دارند را تشخیص داد. زمانی که فاصله‌های خطوط کانتوری با یک‌دیگر کمتر باشند شیب زمین در آن نقطه تندتر است و زمانی که فاصله بیشتر باشد نشان‌دهندهٔ شیب کمتر زمین‌است.

#### قوانین مربوط به منحنی‌های میزان
- قانون ۱: هر خط حدفاصل (خط کنتور) نمایشگر خطوطی است که کاملاً هم ارتفاع هستند.
- قانون ۲: خطوط حدفاصل هیچ‌گاه با یکدیگر برخورد نمی‌کنند.
- قانون ۳: رفتن از یک خط حدفاصل به یک خط حدفاصل بالاتر، نشان دهندهٔ افزایش ارتفاع می‌باشد.
- قانون ۴: هر چقدر، خطوط حدفاصل به همدیگر نزدیکتر باشند، شیب زمین تندتر و هر چقدر فاصلهٔ این خطوط با همدیگر بیشتر باشد، شیب زمین ملایم‌تر است.
- قانون ۵: تعدادی خطوط حدفاصل بسته، نشانگر یک تپه یا یک کوه می‌باشند، اما اگر این خطوط بسته به صورت هاشور زده باشند، نمایشگر یک حفره بر روی سطح زمین می‌باشند.
- قانون ۶: خطوط حدفاصل در یک دره که رودخانه دارد در نقاط سرچشمه رودخانه و بالای تپه به صورت شکل V در می‌آیند.
- قانون ۷: بر روی یک قله یا در عمق یک دره با ارتفاع یکسان ممکن است تعدادی از خطوط حدفاصل تکرار شوند. این معمولاً در مورد دره‌های هم سطح یا قله هم ارتفاع اتفاق می‌افتد.